# Tata Bolt
Tata Bolt – samochód osobowy segmentu B, produkowany przez koncern Tata Motors. Premierowy pokaz odbył się w 2014 w Nowym Delhi.